# România Mare (revistă)
România Mare este un săptămânal cultural, politic din România ce funcționează ca oficios al Partidului România Mare.
A fost lansat în mai 1990, la conducerea publicației fiind Eugen Barbu; Corneliu Vadim Tudor era redactor-șef, iar printre colaboratori se numărau Ion Dragomir, Aglaia Ilie, Nicolae Crăciun și Adolf Ionescu.
La momentul respectiv a fost un ziar cotidian, dar ulterior a devenit săptămânal.